# Liste der Biografien/Rup
Liste der Biografien |
Portal Biografien |
Personensuche
# |
A |
B |
C |
D |
E |
F |
G |
H |
I |
J |
K |
L |
M |
N |
O |
P |
Q |
R |
S |
T |
U |
V |
W |
X |
Y |
Z |
?
 
Ra |
Rb |
Rd |
Re |
Rh |
Ri |
Rj |
Rk |
Rl |
Rm |
Rn |
Ro |
Rr |
Rs |
Rt |
Ru |
Rv |
Rw |
Rx |
Ry |
Rz
 
Rua |
Rub |
Ruc |
Rud |
Rue |
Ruf |
Rug |
Ruh |
Rui |
Ruj |
Ruk |
Rul |
Rum |
Run |
Ruo |
Rup |
Rur |
Rus |
Rut |
Ruu |
Ruv |
Ruw |
Rux |
Ruy |
Ruz
Die Liste der Biografien führt alle Personen auf, die in der deutschsprachigen Wikipedia einen Artikel haben. Dieses ist eine Teilliste mit 367 Einträgen von Personen, deren Namen mit den Buchstaben „Rup“ beginnt.

## Rup

### Rupa
- Rupani, Vijay (1956–2025), indischer PolitikerVijay Rupani (1956–2025)

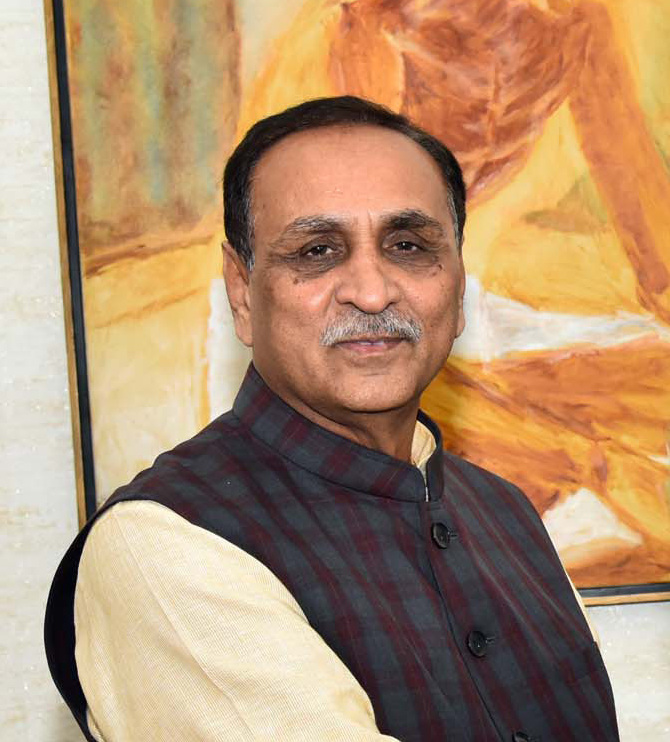
Vijay Rupani (1956–2025)

- Rupar, Patrick (* 1982), deutscher Schauspieler
- Ruparel, Bhavna (* 1989), indische Bollywood-Schauspielerin
- Ruparel, Pooja (* 1982), indische Bollywood-Schauspielerin
- RuPaul (* 1960), US-amerikanischer Schauspieler, Dance-Musik-Sänger, Singer-Songwriter und Dragqueen

### Rupc
- Rupčić, Ljudevit (1920–2003), kroatischer Ordensgeistlicher und Schriftsteller

### Rupe
- Rupe, Art (1917–2022), amerikanischer Label-Gründer, Musikproduzent und Musikverleger
- Rupe, Hans (1866–1951), Schweizer Chemiker
- Rupé, Hans (1886–1947), deutscher Kunsthistoriker und Übersetzer altgriechischer Literatur
- Rupé, Katja (* 1949), deutsche Schauspielerin
- Rupec, Rudolf (1896–1983), österreichischer und jugoslawischer Fußballspieler
- Rupeika, Benediktas Vilmantas (* 1944), litauischer Politiker, Mitglied des Seimas und Journalist
- Rupel, Dimitrij (* 1946), slowenischer Politiker
- Rupel, Tania (* 1969), bulgarische Malerin und Schriftstellerin
- Rupelmonde, Marie-Marguerite-Élisabeth de (1688–1752), französische Hofdame
- Rupena, Vanja (* 1978), kroatisches Model
- Rupérez Rubio, Ignacio (1943–2015), spanischer Diplomat
- Rupérez, Faustino (* 1956), spanischer Radrennfahrer
- Rupert († 1102), Bischof von Bamberg
- Rupert († 1106), Gegenbischof von Würzburg (1105–1106)
- Rupert († 1125), Benediktinerabt
- Rupert I., Abt des Klosters Limburg a.d. Haardt
- Rupert I. († 1165), Bischof von Passau
- Rupert I. zu Castell, deutscher Landesherr
- Rupert II. zu Castell, deutscher Landesherr
- Rupert von Bingen, Heiliger
- Rupert von Deutz († 1129), Benediktiner, Exeget und Mystiker
- Rupert von Ottobeuren († 1145), Prior im Kloster St. Georgen im Schwarzwald, Abt von Ottobeuren
- Rupert von Salzburg, erster Bischof von SalzburgRupert von Salzburg

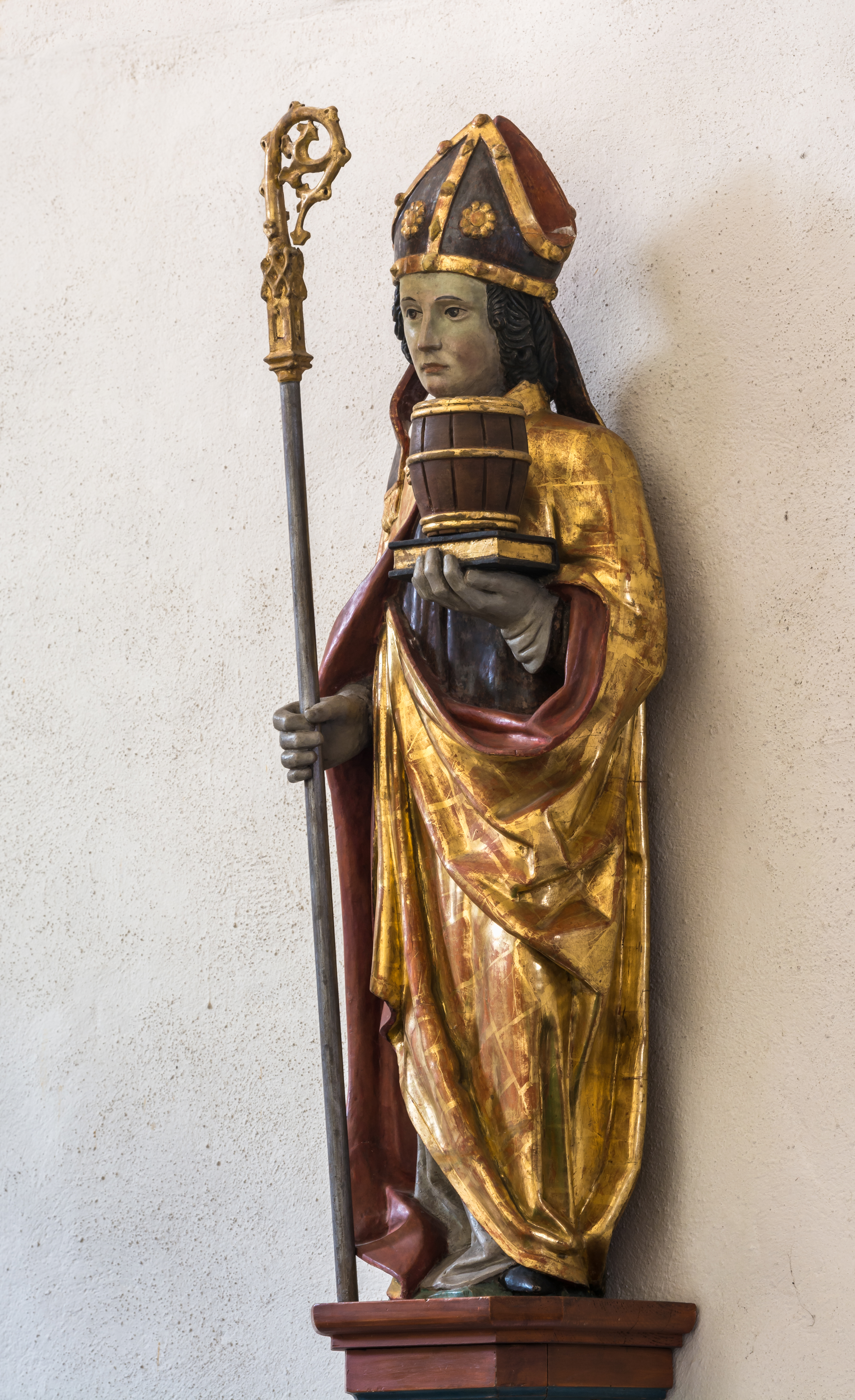
Rupert von Salzburg

- Rupert, Anton (1916–2006), südafrikanischer Unternehmer und Milliardär
- Rupert, Iliana (* 2001), französische Basketballspielerin
- Rupert, Johann (* 1950), südafrikanischer Unternehmer
- Rupert, Mark, US-amerikanischer Politikwissenschaftler
- Rupert, Rayan (* 2004), französischer Basketballspieler
- Rupert, Thierry (1977–2013), französischer Basketballspieler
- Rupert, Yannick (* 1999), deutscher Fußballschiedsrichter
- Ruperti, Georg Alexander (1758–1839), deutscher lutherischer Theologe
- Ruperti, Georg Andreas (1670–1731), deutsch-britischer Theologe
- Ruperti, Justus (1791–1861), deutscher Kaufmann und Investor
- Ruperti, Justus (1833–1899), deutscher lutherischer Geistlicher
- Ruperti, Madja (1903–1981), Schweizer Malerin
- Ruperti, Marina (* 1952), deutsche Fernsehjournalistin
- Ruperti, Max von (1872–1945), deutscher Verwaltungsjurist
- Rupertus, Glenn (* 1964), kanadischer Biathlet
- Rupertus, Jacob († 1921), US-amerikanischer Konstrukteur und Hersteller von Faustfeuerwaffen
- Rupertus, Johannes († 1605), deutscher evangelisch-lutherischer Pastor und Generalsuperintendent
- Rupertus, Ludwig (1911–1991), deutscher Politiker (CDU), MdL
- Rupertus, William H. (1889–1945), Generalmajor des United States Marine CorpsWilliam H. Rupertus (1889–1945)

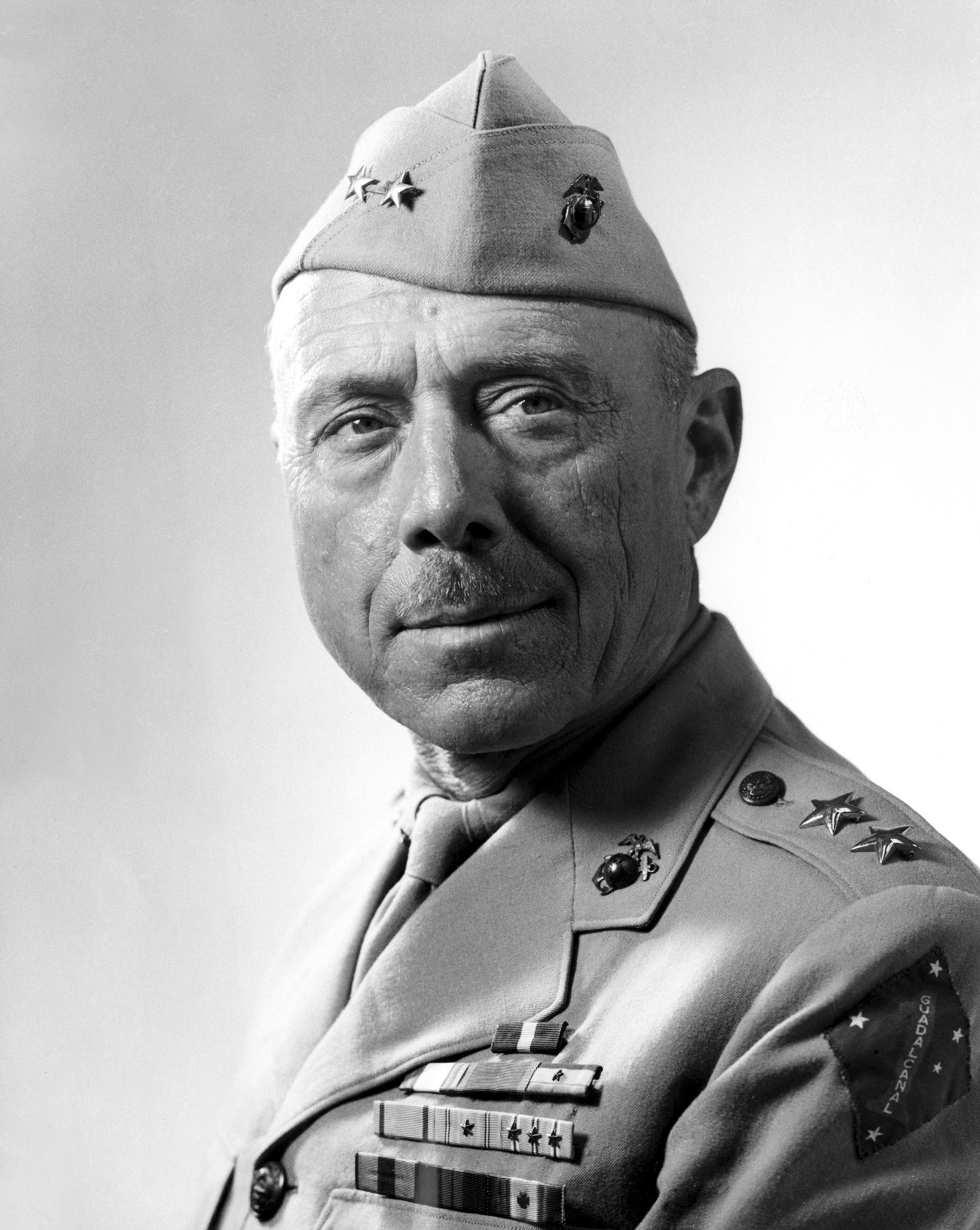
William H. Rupertus (1889–1945)

### Rupf
- Rupf, Daniel (* 1967), Schweizer Fußballspieler und Sportfunktionär
- Rupf, Daniel (* 1986), deutscher Fußballspieler
- Rupf, Eugen (1914–2000), Schweizer Fußballspieler
- Rupf, Gian (* 1967), Schweizer Schauspieler, Rezitator und Filmemacher
- Rupf, Hermann (1880–1962), Schweizer Kunstsammler
- Rupf, Hugo (1908–2000), deutscher Manager
- Rupf, Katharina (* 1986), deutsche Leichtathletin
- Rupf, Konrad (1929–2013), deutscher Opernsänger (Bassbariton)
- Rupf, Wolfgang (* 1942), deutscher Manager
- Rupf-Wirz, Margrit (1887–1961), Schweizer Kunstsammlerin
- Rupff, Konrad († 1530), deutscher Musiker, Komponist
- Rupflin, Anta (1895–1987), deutsche Malerin
- Rupflin, Manfred (* 1940), deutscher Radrennfahrer

### Rupi
- Rupied, Charles (1762–1824), Kaufmann, Kommunalpolitiker, Bürgermeister
- Rupieper, Heinrich (1899–1964), deutscher Geistlicher und NS-Opfer
- Rupieper, Hermann-Josef (1942–2004), deutscher Historiker
- Rupieta, Ernst (1919–1987), deutscher Fußballspieler
- Rupil, Silvia (* 1985), italienische Skilangläuferin
- Rupil, Timothé (* 2003), luxemburgischer Fußballspieler
- Rupilia Faustina, Mutter der älteren Faustina, Schwiegermutter des Antoninus Pius und Großmutter des Mark Aurel
- Rupilius Severus, Decimus, römischer Suffektkonsul (155)
- Rupilius, Publius, römischer Politiker, Feldherr und Konsul 132 v. Chr.
- Rupin, Ernest (1845–1909), französischer Jurist, Historiker und Speläologe
- Rüping, Christopher (* 1985), deutscher Theaterregisseur
- Rüping, Hinrich (* 1942), deutscher Rechtswissenschaftler und Hochschullehrer
- Rüping, Michael (* 1951), deutscher Orthopäde und Springreiter
- Rüping, Philip (* 1984), deutscher Springreiter
- Rüping, Uta (* 1956), deutsche Juristin, Rechtsanwältin, Notarin und Richterin
- Rupiny, Constantine (* 1974), ugandischer römisch-katholischer Geistlicher, Bischof von Nebbi
- Rupitsch, Markus (* 1997), österreichischer Skispringer

### Rupk
- Rupke, Christel (1919–1998), deutsche Schwimmerin
- Rüpke, Jörg (* 1962), deutscher klassischer Philologe und Religionswissenschaftler
- Rüpke, Lars (* 1975), deutscher Geophysiker und Meereskundler
- Rupke, Nicolaas Adrianus (* 1944), niederländischer Wissenschaftshistoriker
- Rupkina, Janka (* 1938), bulgarische Folkloresängerin

### Rupl
- Rupley, Arthur Ringwalt (1868–1920), US-amerikanischer Politiker
- Rupli, Kurt (1899–1960), deutscher Filmregisseur, Theaterschauspieler, Drehbuchautor und Filmproduzent

### Rupn
- Rupniewska, Agnieszka (* 1986), polnische Politikerin, Stadtpräsidentin von Zabrze
- Rupnik, Jacques (* 1950), französischer Politologe und Historiker mit Schwerpunkt Ost- und Mitteleuropa
- Rupnik, Leon (1880–1946), jugoslawischer Politiker und Offizier
- Rupnik, Marko Ivan (* 1954), slowenischer römisch-katholischer Geistlicher, Theologe und bildender KünstlerMarko Ivan Rupnik (* 1954)

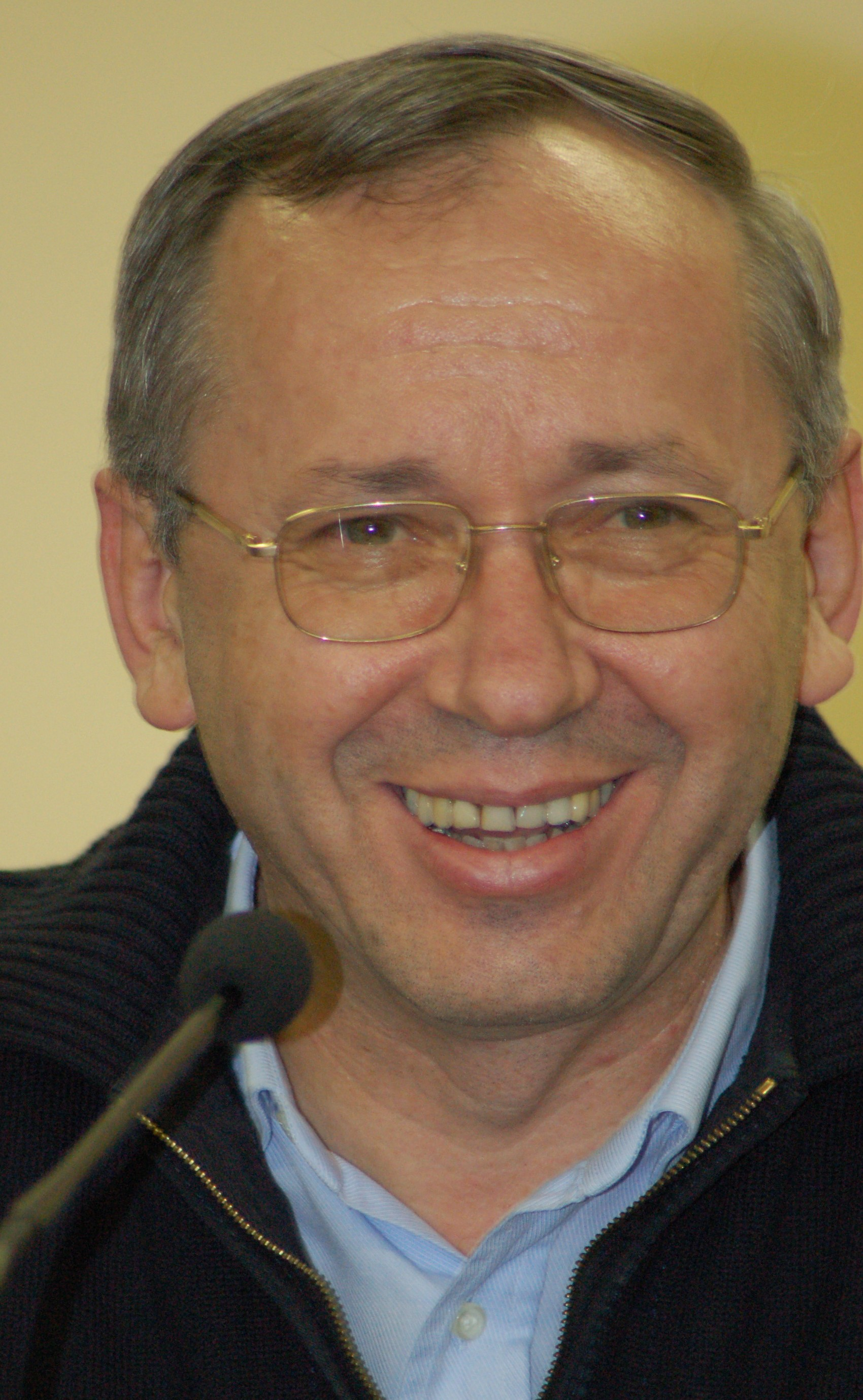
Marko Ivan Rupnik (* 1954)

- Rupnik, Vasja (* 1977), slowenischer Biathlet und Skilangläufer
- Rupnow, Dirk (* 1972), deutscher Historiker

### Rupo
- Ruponen, Nico (* 1989), schwedischer Badmintonspieler

### Rupp
- Rupp, Adelheid (* 1958), deutsche Politikerin (Die Linke, zuvor SPD), MdL Bayern
- Rupp, Adolph (1901–1977), US-amerikanischer Basketballtrainer
- Rupp, Alban (1932–2024), deutscher Luftfahrtmanager
- Rupp, Albert (1885–1958), Schweizer Luftfahrtpionier
- Rupp, Anton (1941–2021), österreichischer Politiker (SPÖ), Landtagsabgeordneter
- Rupp, Bernd (* 1942), deutscher Fußballspieler
- Rupp, Berno (1935–2017), deutscher Salvatorianer und Sozialseelsorger
- Rupp, Carsten (* 1975), deutscher Sänger und Dirigent
- Rupp, Chris (* 1967), deutsche Informatikerin
- Rupp, Christian (* 1954), österreichischer Mikropaläontologe
- Rupp, Debra Jo (* 1951), US-amerikanische SchauspielerinDebra Jo Rupp (* 1951)

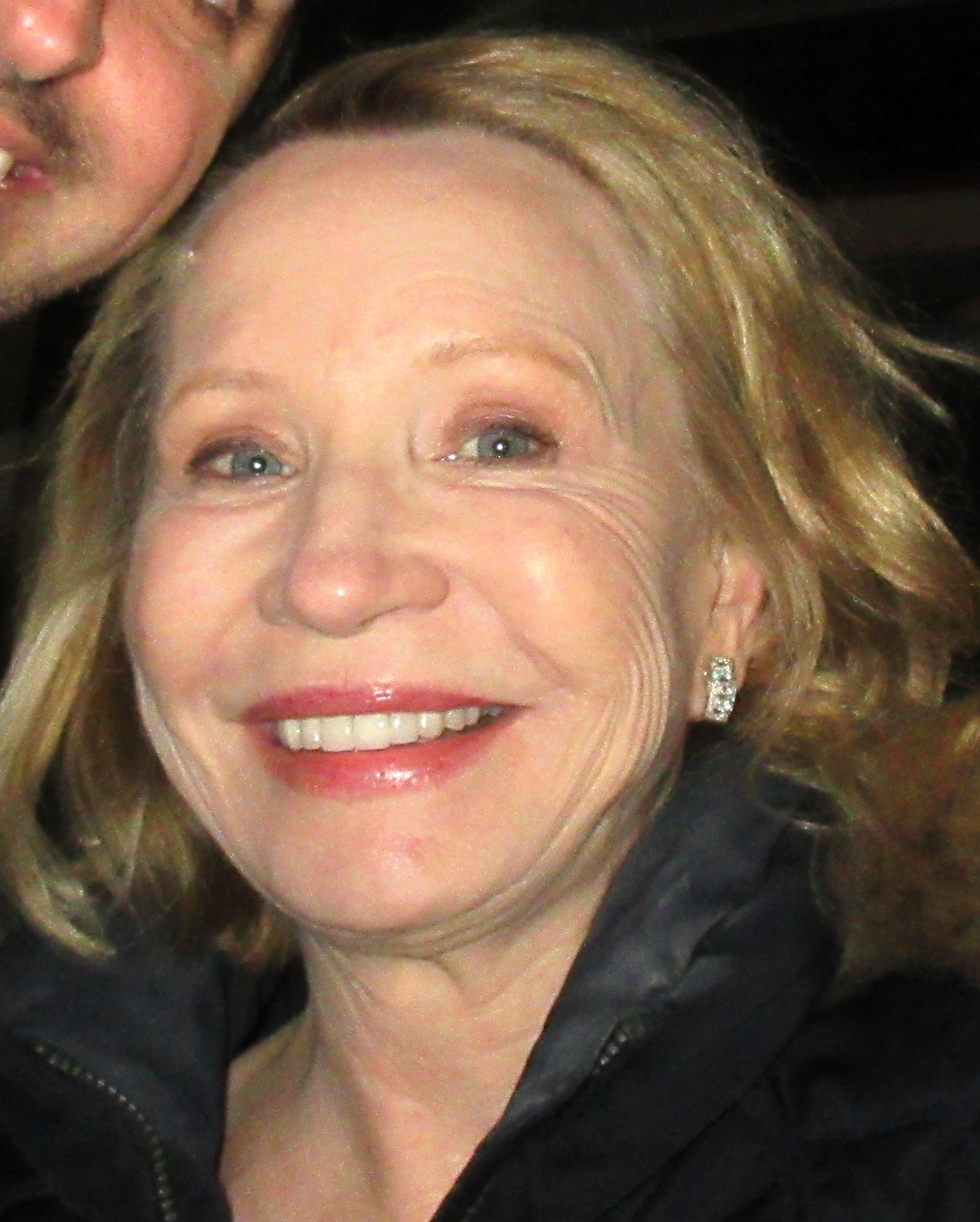
Debra Jo Rupp (* 1951)

- Rupp, Dieter (* 1967), deutscher Schauspieler
- Rupp, Emil (1898–1979), deutscher Physiker
- Rupp, Émile (1872–1948), französischer Organist und Organologe
- Rupp, Erwin (1954–2018), deutscher Fußballspieler
- Rupp, Erwin Theodor (1872–1956), deutscher Apotheker
- Rupp, Erwin von (1855–1916), deutscher Jurist
- Rupp, Franz (1901–1992), deutsch-amerikanischer Pianist
- Rupp, Franz (* 1938), österreichischer Politiker (ÖVP), Landtagsabgeordneter
- Rupp, Fritz (1855–1926), Mitglied des Provinziallandtages der Provinz Hessen-Nassau
- Rupp, Galen (* 1986), US-amerikanischer LangstreckenläuferGalen Rupp (* 1986)

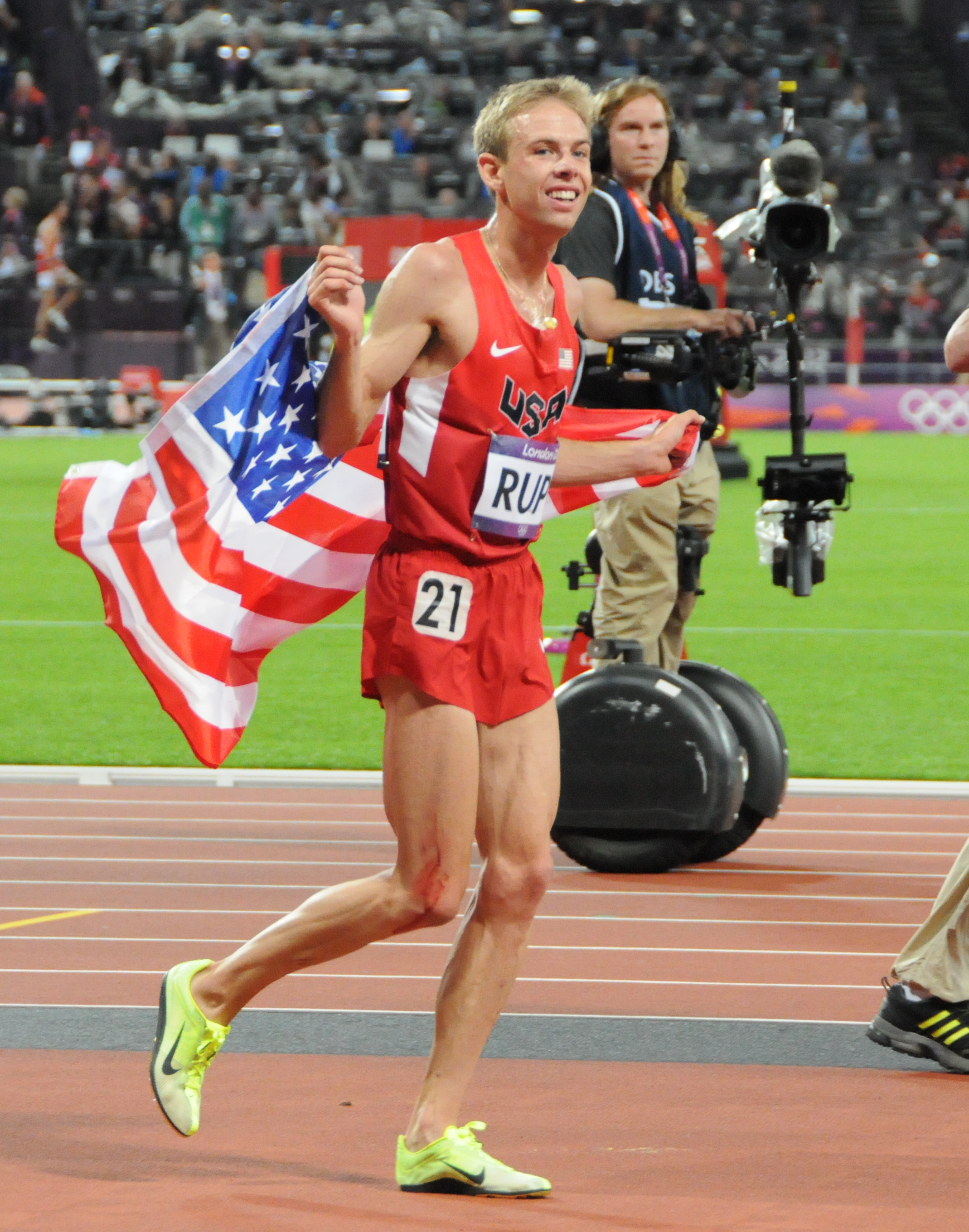
Galen Rupp (* 1986)

- Rupp, Gerhard (* 1978), österreichischer Politiker (SPÖ), Landtagsabgeordneter
- Rupp, Giovanni (* 1988), deutscher Schauspieler und Sänger
- Rupp, Gordon (1910–1986), britischer Kirchenhistoriker und methodistischer Geistlicher
- Rupp, Hanns (1898–1971), deutscher Lehrer und Mundartdichter
- Rupp, Hans (1880–1954), österreichischer Psychologe
- Rupp, Hans Georg (1907–1989), deutscher Rechtswissenschaftler, Richter des Bundesverfassungsgerichts, Mitglied der Beratenden Landesversammlung des Landes Württemberg-Hohenzollern
- Rupp, Hans Heinrich (1926–2020), deutscher Rechtswissenschaftler
- Rupp, Hans Karl (* 1940), deutscher Zeitgeschichtler und Politikwissenschaftler
- Rupp, Harald (* 1952), deutscher Basketballnationalspieler, Jurist
- Rupp, Heinrich (1888–1972), deutscher Politiker (SPD), MdL
- Rupp, Heinrich Bernhard (1688–1719), deutscher Botaniker
- Rupp, Heinz (1919–1994), deutscher Germanist und Hochschullehrer
- Rupp, Hendrik (* 1970), deutscher Journalist
- Rupp, Horst F. (* 1949), deutscher evangelischer Theologe und Religionspädagoge
- Rupp, Israel Daniel (1803–1878), US-amerikanischer Schriftsteller
- Rupp, Jan (* 1977), deutscher Anglist
- Rupp, Jean (1905–1983), französischer Bischof der römisch-katholischen Kirche und Diplomat
- Rupp, Jennifer (* 1980), deutsche Chemikerin, Materialwissenschaftlerin und Hochschullehrerin
- Rupp, Jens (* 1964), deutscher Komponist
- Rupp, Johann (1874–1948), deutscher Schneider, Landwirt und Politiker, MdR
- Rupp, Johann Georg (1797–1883), deutscher Architekt, kommunaler Baubeamter und Denkmalschützer
- Rupp, Johannes (1864–1943), deutscher Landwirt, Bürgermeister und Politiker, MdR
- Rupp, Johannes (1903–1978), deutscher Politiker (NSDAP), MdR
- Rupp, Josef (1885–1962), österreichischer Unternehmer und Politiker
- Rupp, Josef (1895–1962), österreichischer Landwirt und Politiker (CS, ÖVP), Abgeordneter zum Nationalrat, Mitglied des Bundesrates
- Rupp, Josef (1930–2019), deutscher Radrennfahrer
- Rupp, Julian (* 1993), österreichischer Fußballspieler
- Rupp, Julius (1809–1884), Theologe mit freikirchlicher Orientierung, Politiker des Vormärz
- Rupp, Katharina (* 1959), Schweizer Theaterregisseurin
- Rupp, Kenny, US-amerikanischer Jazzmusiker (Posaune)
- Rupp, Klaus-Rainer (* 1955), deutscher Politiker (Die Linke) und Abgeordneter der Bremischen Bürgerschaft
- Rupp, Laurence (* 1987), österreichischer Theater- und FilmschauspielerLaurence Rupp (* 1987)

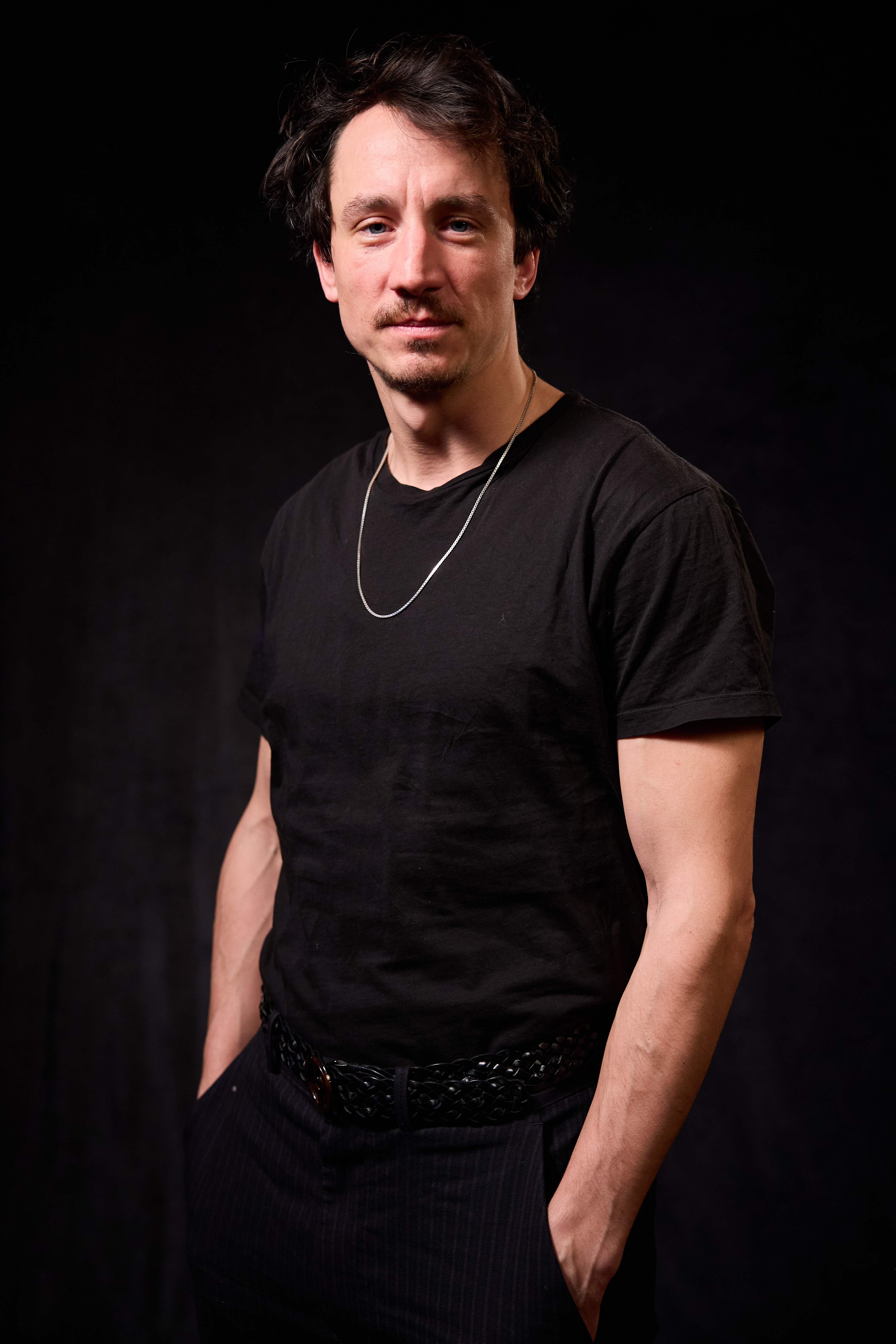
Laurence Rupp (* 1987)

- Rupp, Leila (* 1950), US-amerikanische Autorin, Historikerin, Soziologin und Frauenrechtlerin
- Rupp, Ludwig (1928–2021), deutscher Geschäftsführer und Politiker (CSU), MdL
- Rupp, Lukas (* 1991), deutscher Fußballspieler
- Rupp, Margit (1955–2017), deutsche Juristin in der Evangelischen Landeskirche in Württemberg
- Rupp, Maria (1891–1956), deutsche Bildhauerin und Kunsthandwerkerin
- Rupp, Marina (* 1958), deutsche Soziologin
- Rupp, Martina (* 1961), österreichische Radio- und Fernsehmoderatorin
- Rupp, Max (1908–2002), deutscher Maler, Kunstlehrer und Autor
- Rupp, Maximilian (* 1995), deutscher Fußballspieler
- Rupp, Michael (* 1980), US-amerikanischer Eishockeyspieler
- Rupp, Noah (* 2003), Schweizer Fussballspieler
- Rupp, Olaf (* 1963), deutscher Improvisationsmusiker
- Rupp, Oskar (1876–1963), deutscher Jurist
- Rupp, Pat (1942–2006), US-amerikanischer Eishockeytorwart
- Rupp, Peter (* 1946), Schweizer Ultramarathonläufer
- Rupp, Peter-Emil (1930–2006), deutscher Industriemanager
- Rupp, Rainer (* 1945), deutscher DDR-Spion, Deckname Topas
- Rupp, Ricky N., US-amerikanischer Offizier, Generalleutnant der US Air Force
- Rupp, Robert (1904–1979), deutscher Ringer
- Rupp, Roman (* 1964), österreichischer Skirennläufer
- Rupp, Ruben (* 1990), deutscher Politiker (AfD)
- Rupp, Rudolf (1949–2001), deutscher Landwirt, Mordopfer
- Rupp, Sabrina (* 1987), österreichische Schauspielerin
- Rupp, Sieghardt (1931–2015), österreichischer Schauspieler
- Rupp, Stefan (* 1968), deutscher Hörfunk- und Veranstaltungsmoderator, Journalist und GermanistStefan Rupp (* 1968)

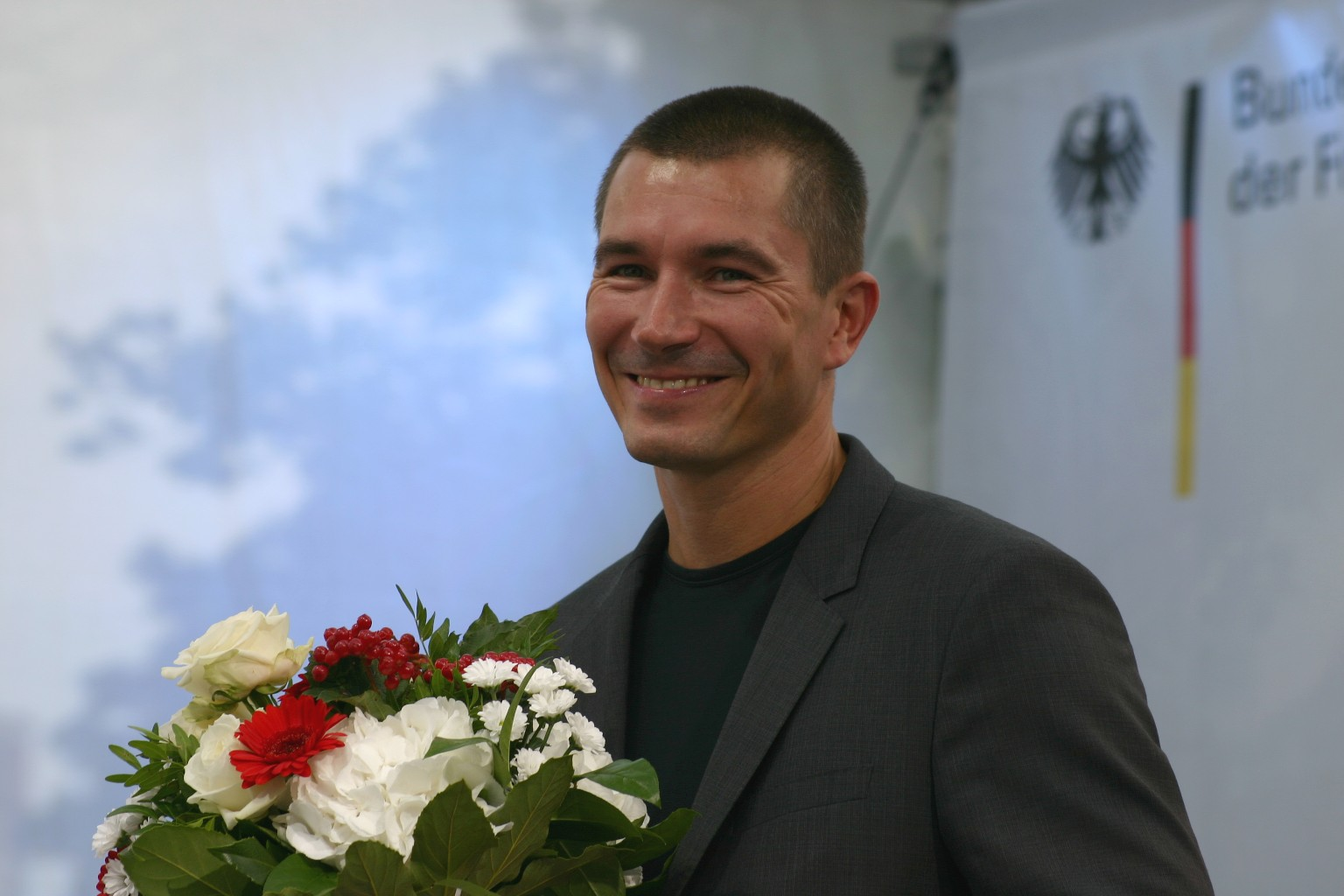
Stefan Rupp (* 1968)

- Rupp, Susanne (* 1967), deutsche Anglistin
- Rupp, Vera (* 1958), deutsche Provinzialrömische Archäologin
- Rupp, Walter (1926–2025), deutscher Jesuit
- Rupp-von Brünneck, Wiltraut (1912–1977), deutsche Richterin des Bundesverfassungsgerichts
- Ruppaner, Andrea (* 1969), deutsche Fußballspielerin
- Ruppaner, Michael (1856–1937), bayerischer katholischer Geistlicher
- Ruppaner, Otto (* 1982), deutscher Politiker (parteilos)
- Ruppanner, Ernst (1876–1950), Schweizer Chirurg
- Ruppe, Christian Friedrich (1753–1826), deutscher Musiker, Komponist
- Ruppe, Hans Georg (* 1942), österreichischer Jurist und Professor für Finanzrecht und Verfassungsrichter
- Ruppe, Harry O. (1929–2016), deutscher Physiker und Raumfahrttechniker
- Ruppe, Hugo (1879–1949), deutscher Maschinenbauingenieur und Motoren-Konstrukteur
- Ruppe, Michael (1863–1951), akademischer Maler und Bildhauer
- Ruppe, Philip (* 1926), US-amerikanischer Politiker
- Ruppe, Stefan (* 1981), deutscher Schauspieler und Musiker
- Ruppel, Aloys (1882–1977), deutscher Bibliothekar, Archivar und Historiker
- Ruppel, Annina (* 1980), deutsche Steuerfrau beim Rudern
- Ruppel, Barbara (* 1937), deutsche Medailleurin, Zeichnerin und Malerin
- Ruppel, Berthold, deutscher Buchdrucker
- Ruppel, Erich (1903–1975), deutscher Kirchenverwaltungsjurist
- Rüppel, Erna (1895–1970), deutsche Kinderärztin
- Ruppel, Friedrich (1854–1937), deutscher Architekt und Baurat
- Ruppel, Hartmut (* 1945), namibischer Attorney-General
- Ruppel, Heinrich (1886–1974), deutscher Schriftsteller
- Rüppel, Johann Adam (1864–1930), deutscher Architekt
- Ruppel, Karl Heinz (1900–1980), deutscher Literaturkritiker und Theaterleiter
- Ruppel, Karl Konrad (1880–1968), deutscher Jurist und Runenforscher
- Ruppel, Lars (* 1985), deutscher Autor, Slam-Poet und KabarettistLars Ruppel (* 1985)

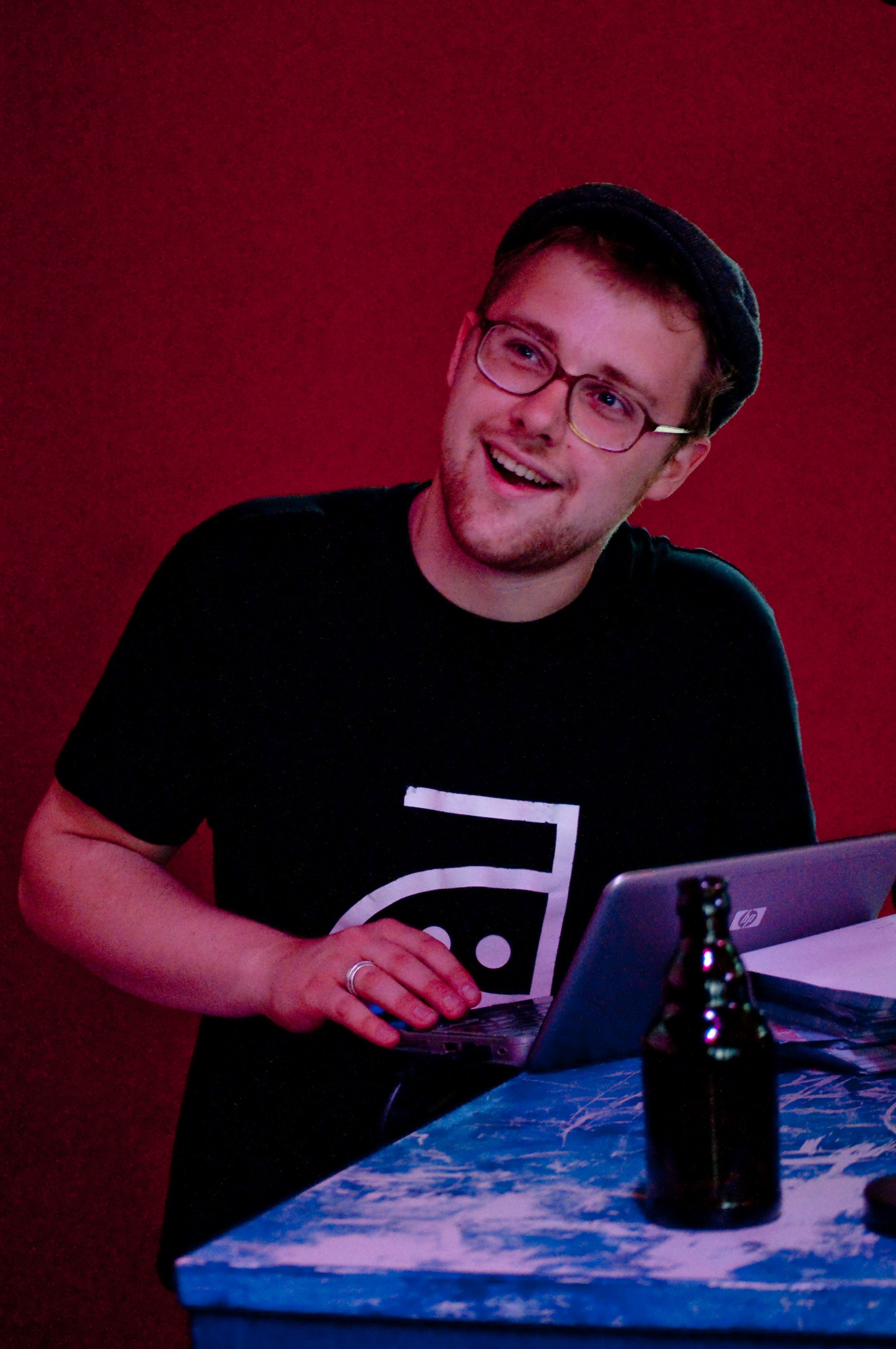
Lars Ruppel (* 1985)

- Rüppel, Lukas (* 1985), deutscher Theater- und Filmschauspieler
- Ruppel, Martin (* 1966), deutscher Ruderer
- Ruppel, Paul Ernst (1913–2006), deutscher Komponist, Kantor und Chorleiter
- Ruppel, Robh, amerikanischer Künstler
- Ruppel, Walter (1927–2016), deutscher Dramaturg und Theaterintendant
- Ruppel, Wolf Dieter (1933–2011), deutscher Journalist und Redakteur
- Ruppel, Wolfgang (1929–2021), deutscher Physiker
- Rüppell, Eduard (1794–1884), deutscher Naturwissenschaftler und AfrikaforscherEduard Rüppell (1794–1884)

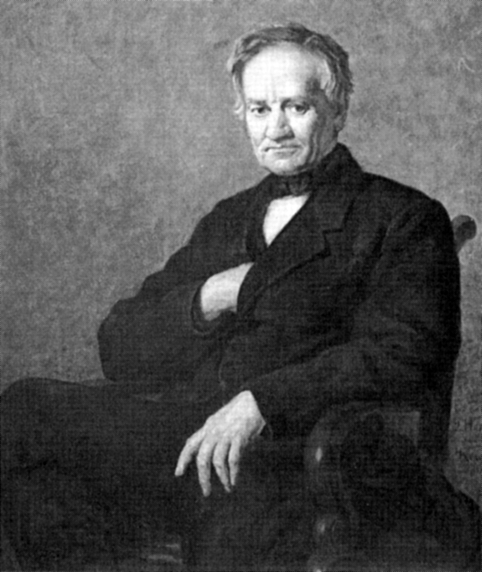
Eduard Rüppell (1794–1884)

- Rüppell, Georg (* 1940), deutscher Biologe, Zoologe und Hochschullehrer
- Rüppell, Hermann (* 1941), deutscher Pädagoge
- Rüppell, Werner (1908–1945), deutscher Ornithologe
- Ruppelt, Adolf (1912–1988), deutscher evangelisch-lutherischer Geistlicher
- Ruppelt, Edward J. (1923–1960), US-amerikanischer Luftwaffenoffizier zuletzt im Rang eines Captains
- Ruppelt, Georg (* 1947), deutscher Bibliothekar
- Ruppelt, Michael (* 1953), deutscher Richter
- Ruppen, Franz (* 1971), Schweizer Politiker (SVP)
- Ruppen, Peter Joseph (1815–1896), Schweizer Chronist und Domherr
- Ruppenstein, Heinz (1930–2022), deutscher Fußballspieler und -trainer
- Ruppenthal, Karl (1777–1851), preußischer Politiker
- Ruppenthal, Stephen (* 1947), US-amerikanischer Komponist und Lautpoet
- Ruppersberg, Albert (1854–1930), deutscher Pädagoge und Heimatforscher im Saarland
- Ruppersberg, Allen (* 1944), US-amerikanischer Konzeptkünstler
- Ruppersberg, Hans (1889–1963), deutscher Jurist
- Ruppersberg, Henner (1933–2017), deutscher Naturwissenschaftler und Hochschullehrer
- Ruppersberg, Otto (1877–1951), deutscher Archivar
- Ruppersberger, Dutch (* 1946), US-amerikanischer Politiker der Demokratischen Partei
- Ruppert, Andrea (* 1961), deutsche Rechtswissenschaftlerin
- Ruppert, Anton (1936–2020), deutscher Komponist, Dirigent, Korrepetitor und Hochschullehrer
- Ruppert, Astrid (* 1964), deutsche Filmproduzentin und Schriftstellerin
- Ruppert, Cornelia (* 1963), deutsche Juristin
- Ruppert, Debora, Berliner Künstlerin
- Ruppert, Edmund (* 1931), deutscher Kernphysiker
- Ruppert, Fidelis (* 1938), deutscher Benediktinermönch, Abt von Münsterschwarzach
- Ruppert, Franz (* 1957), deutscher Psychotherapeut und PsychotraumatologeFranz Ruppert (* 1957)

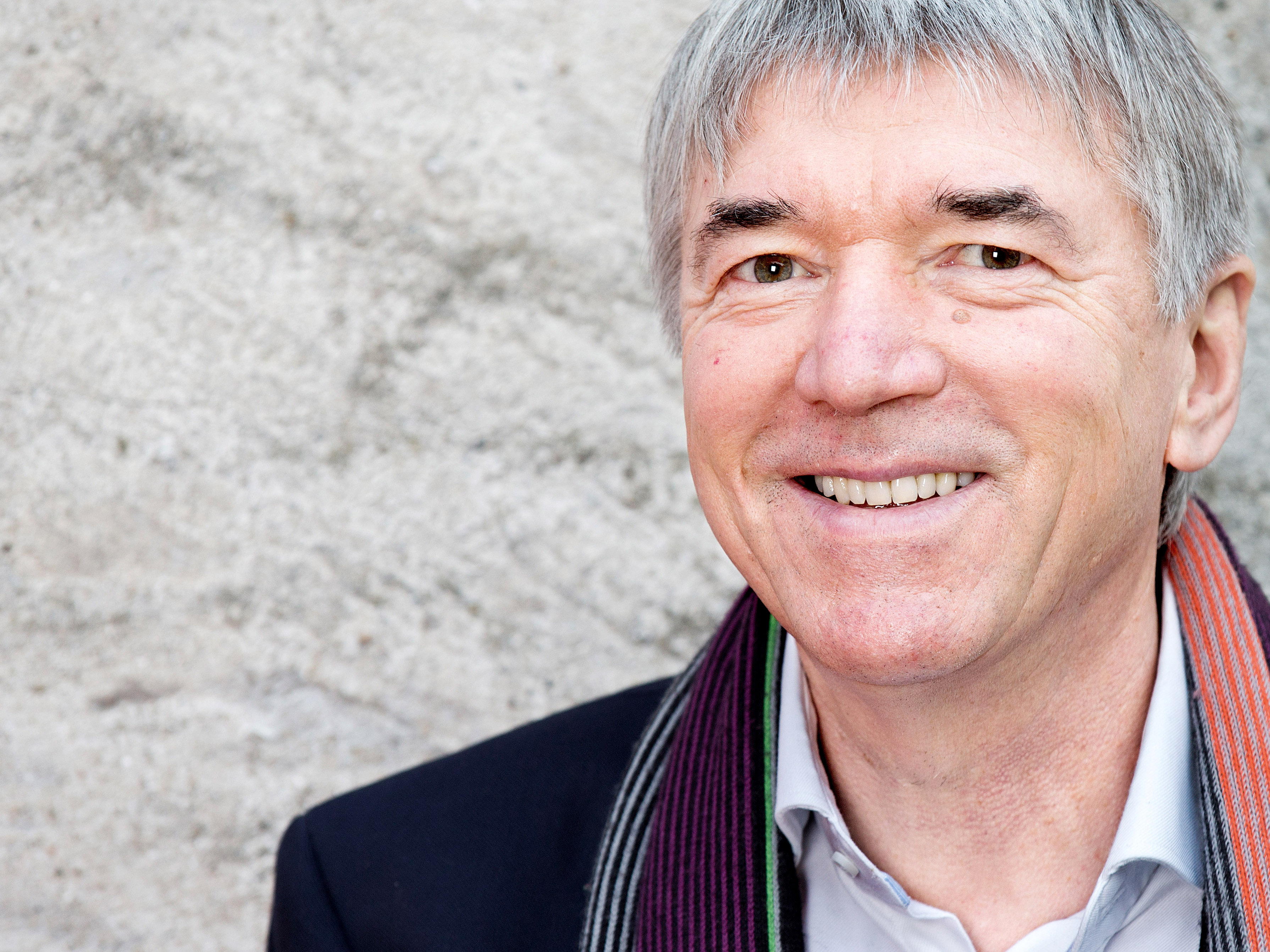
Franz Ruppert (* 1957)

- Ruppert, Frederik (* 1997), deutscher Mittelstreckenläufer
- Ruppert, Friedrich Wilhelm (1905–1946), deutscher SS-Obersturmbannführer und Erster Schutzhaftlagerführer im KZ Dachau
- Ruppert, Fritz (1887–1945), deutscher Verwaltungsjurist und Ministerialbeamter
- Ruppert, Godehard (* 1953), deutscher Religionspädagoge, Rektor der Otto-Friedrich-Universität Bamberg
- Ruppert, Hans (1885–1964), deutscher Germanist und Bibliothekar
- Ruppert, Hans-Jürgen (* 1945), deutscher evangelischer Pfarrer, Theologe und Autor
- Ruppert, Helmut (* 1941), deutscher Fachdidaktiker (Geographie) und Hochschullehrer, Präsident der Universität Bayreuth (1997–2009)
- Ruppert, Helmut S. (1944–2018), deutscher Journalist und Publizist
- Ruppert, Irina (* 1968), kasachisch-deutsche Fotografin und Dozentin
- Ruppert, István (* 1954), ungarischer Organist
- Ruppert, Jacob (1867–1939), US-amerikanischer Unternehmer, Politiker und Baseballfunktionär
- Ruppert, Jakob (1896–1958), deutscher Politiker (Zentrum, CDU), MdL
- Ruppert, Joachim (1962–2021), deutscher Politiker (SPD)
- Ruppert, Johann Peter (1901–1971), deutscher Psychologe
- Ruppert, Karl (1886–1953), deutscher Archivar und Chef der Heeresarchive
- Ruppert, Karl (1926–2017), deutscher Geograph
- Ruppert, Karsten (* 1946), deutscher Historiker
- Ruppert, Kaspar von (1827–1895), deutscher Politiker (Zentrum), MdR
- Ruppert, Lena (1998–2024), deutsche Tennisspielerin
- Ruppert, Lothar (1933–2011), deutscher Theologe und Universitätsprofessor
- Ruppert, Michael (* 1946), deutscher Politiker (FDP), MdL
- Ruppert, Michael C. (1951–2014), amerikanischer Autor und Journalist
- Ruppert, Otto von (1841–1923), deutscher Landschafts-, Veduten- und Genremaler
- Ruppert, Philipp (1842–1900), deutscher Gymnasiallehrer, Archivar, Historiker und Kunstsammler
- Ruppert, Rüdiger (* 1970), deutscher Schlagwerker und Komponist
- Ruppert, Stefan (* 1971), deutscher Politiker (FDP), MdBStefan Ruppert (* 1971)

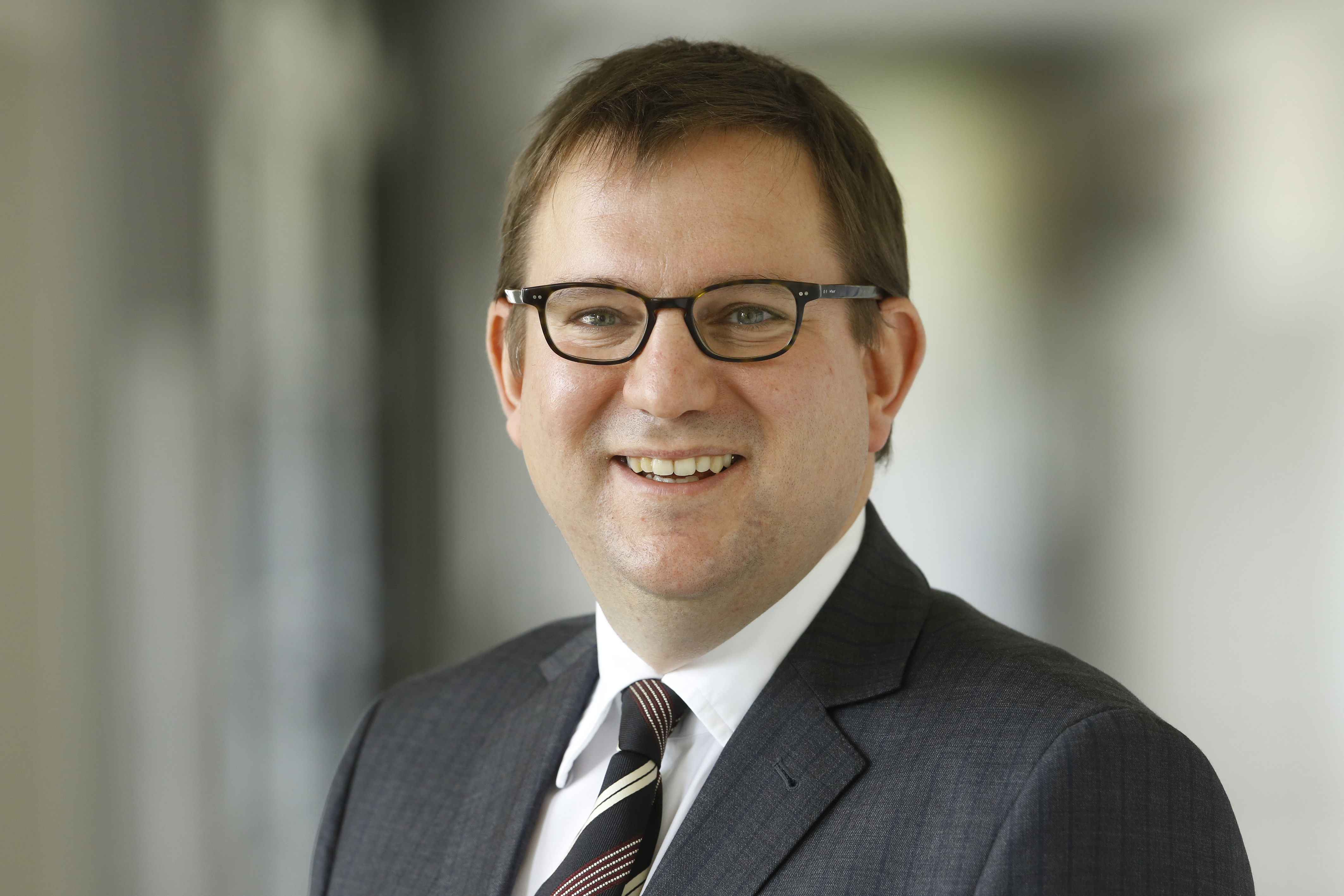
Stefan Ruppert (* 1971)

- Ruppert, Uta (* 1961), deutsche Politikwissenschaftlerin
- Ruppert, Wilhelm (1888–1965), deutscher Unternehmer und Pionier bei der Entwicklung von Kunststofferzeugnissen
- Ruppert, Wolfgang (* 1946), deutscher Kulturhistoriker
- Rupperti, Wolfram (* 1967), deutscher Schauspieler
- Ruppi, Cosmo Francesco (1932–2011), italienischer Geistlicher, Erzbischof von Lecce
- Ruppin, Arthur (1876–1943), jüdischer Soziologe, Zionist und Wegbereiter der Gründung der Stadt Tel Aviv
- Ruppin, Walter (1885–1945), deutscher Politiker (NSDAP), MdR
- Ruppius, Johann Karl (1786–1866), deutscher Mediziner
- Ruppius, Otto (1819–1864), deutscher Schriftsteller
- Rüpplin, August von (1797–1867), württembergischer General und Kriegsminister
- Ruppnig, Mathias (* 1986), österreichischer Jazzmusiker
- Rupprath, Gerhard (* 1945), deutscher Kinderarzt
- Rupprath, Thomas (* 1977), deutscher Schwimmer
- Rupprecht von Bayern (1869–1955), bayerischer Kronprinz und GeneralfeldmarschallRupprecht von Bayern (1869–1955)

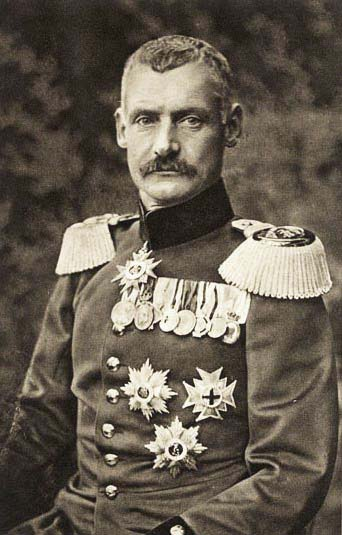
Rupprecht von Bayern (1869–1955)

- Rupprecht, Albert (* 1968), deutscher Politiker (CSU), MdB
- Rupprecht, Anton Leopold von (1748–1814), ungarischer und österreichischer Chemiker und Bergbeamter
- Rupprecht, Bernhard (1928–2017), deutscher Kunsthistoriker, Professor für Kunstgeschichte
- Rupprecht, Björn (* 1979), deutscher Handballspieler und -trainer
- Rupprecht, Eduard (1837–1907), deutscher lutherischer Pfarrer
- Rupprecht, Ernst (1910–1941), deutscher Klassischer Philologe
- Rupprecht, Friederike (* 1940), deutsche evangelische Geistliche und Äbtissin des Klosters Stift zum Heiligengrabe
- Rupprecht, Friedrich Karl (1779–1831), deutscher Maler, Radierer und Zeichner
- Rupprecht, Fritz (1897–1990), deutscher Politiker (SPD), MdL
- Rupprecht, Gerd (* 1944), deutscher Archäologe
- Rupprecht, Gerhard (1948–2014), deutscher Manager, Vorsitzender der Allianz AG
- Rupprecht, Hans S. (1930–2010), deutscher Physiker
- Rupprecht, Hans-Albert (1938–2024), deutscher Papyrologe
- Rupprecht, Helmut (1908–1990), deutscher Gartenbauwissenschaftler
- Rupprecht, Holger (* 1953), deutscher Politiker (SPD), MdL, Landesminister in Brandenburg
- Rupprecht, Karl (1889–1970), deutscher Klassischer Philologe und Gymnasiallehrer
- Rupprecht, Karl (1907–1966), deutscher Fußballspieler
- Rupprecht, Klaus (* 1942), deutscher Diplomat
- Rupprecht, Lilja (* 1984), deutsche Theaterregisseurin
- Rupprecht, Markus (* 1981), deutscher Organist und Hochschullehrer
- Rupprecht, Marlene (* 1947), deutsche Politikerin (SPD), MdB
- Rupprecht, Martin (1937–2018), deutscher Bühnenbildner, Kostümbildner und freier Künstler
- Rupprecht, Pascal (* 2000), deutscher Dartspieler
- Rupprecht, Patrick (* 2003), deutscher Volleyballspieler
- Rupprecht, Philipp (1900–1975), Zeichner für das NS-Propagandamagazin Der Stürmer
- Rupprecht, Rudolf (* 1940), deutscher Industriemanager, Vorstandsvorsitzender der MAN AG
- Rupprecht, Stephanie (* 1977), deutsche Juristin und Autorin
- Rupprecht, Theo (1873–1934), deutscher Komponist, Violoncellist und Hochschullehrer
- Rupprecht, Tina (* 1992), deutsche BoxerinTina Rupprecht (* 1992)

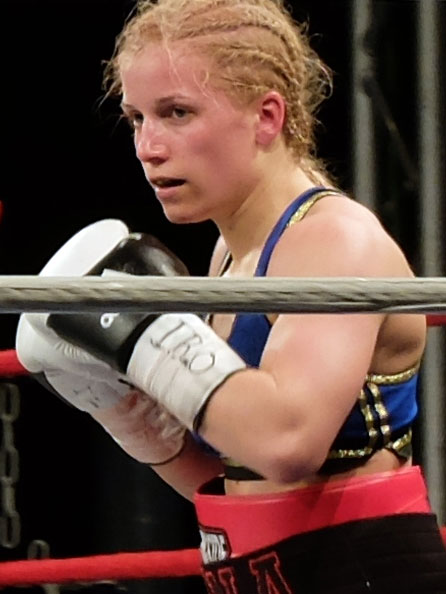
Tina Rupprecht (* 1992)

- Rupprecht, Tini (1867–1956), bayerische Porträtmalerin
- Rupprecht, Walter (1918–2007), deutscher lutherischer Theologe und Geistlicher
- Rupprecht, Wilhelm (1886–1963), deutscher Glasmaler
- Rupprecht, Wilhelm Hugo (1881–1970), deutscher Maler und Radierer
- Rupprechter, Andrä (* 1961), österreichischer Politiker (ÖVP)
- Rupprich, Hans (1898–1972), österreichischer Literaturwissenschaftler
- Rupprich, Steven (* 1989), deutscher Eishockeyspieler
- Rupps, Friedrich (1894–1969), deutscher Politiker (CDU), MdL
- Rupps, Martin (* 1964), deutscher Politikwissenschaftler, Journalist und Autor
- Rüppurr, Reinhard von (1458–1533), Bischof von Worms

### Rupr
- Ruprecht († 975), Erzbischof von Mainz
- Ruprecht (1352–1410), römisch-deutscher König und Kurfürst von der PfalzRuprecht (1352–1410)

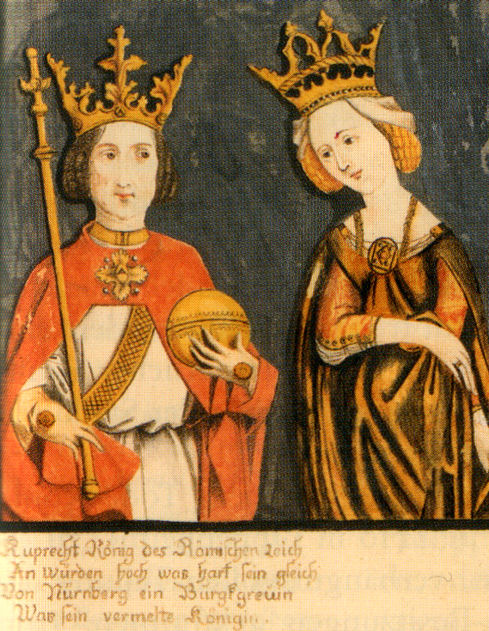
Ruprecht (1352–1410)

- Ruprecht (1506–1544), Regent von Pfalz-Zweibrücken-Neuburg
- Ruprecht I., Graf von Laurenburg
- Ruprecht I. (1309–1390), Kurfürst von der Pfalz
- Ruprecht I. von Liegnitz (1347–1409), Herzog von Liegnitz
- Ruprecht II., Graf von Nassau
- Ruprecht II. (1325–1398), Kurfürst von der Pfalz
- Ruprecht II. (1392–1431), Herzog von Lüben und Haynau
- Ruprecht III. († 1191), Graf von Nassau
- Ruprecht IV., Graf von Nassau und Ritter des Deutschen Ordens
- Ruprecht IV. († 1444), Graf von Virneburg
- Ruprecht Pipan (1375–1397), Kurprinz von der Pfalz
- Ruprecht VI. († 1304), Graf von Nassau
- Ruprecht VII. († 1390), jüngster Sohn von Gerlach I. und seiner zweiten Frau Irmengard von Hohenlohe-Weikersheim
- Ruprecht von Berg († 1394), Elekt-Fürstbischof von Passau und Paderborn
- Ruprecht von der Pfalz (1427–1480), deutscher Geistlicher, Erzbischof des Erzbistums Köln (1463–1480)
- Ruprecht von der Pfalz (1481–1504), Fürstelekt von Freising, Erbe von Bayern-Landshut
- Ruprecht von der Pfalz, Duke of Cumberland (1619–1682), Prinz von der Pfalz, Herzog von Cumberland, britischer GeneralRuprecht von der Pfalz, Duke of Cumberland (1619–1682)

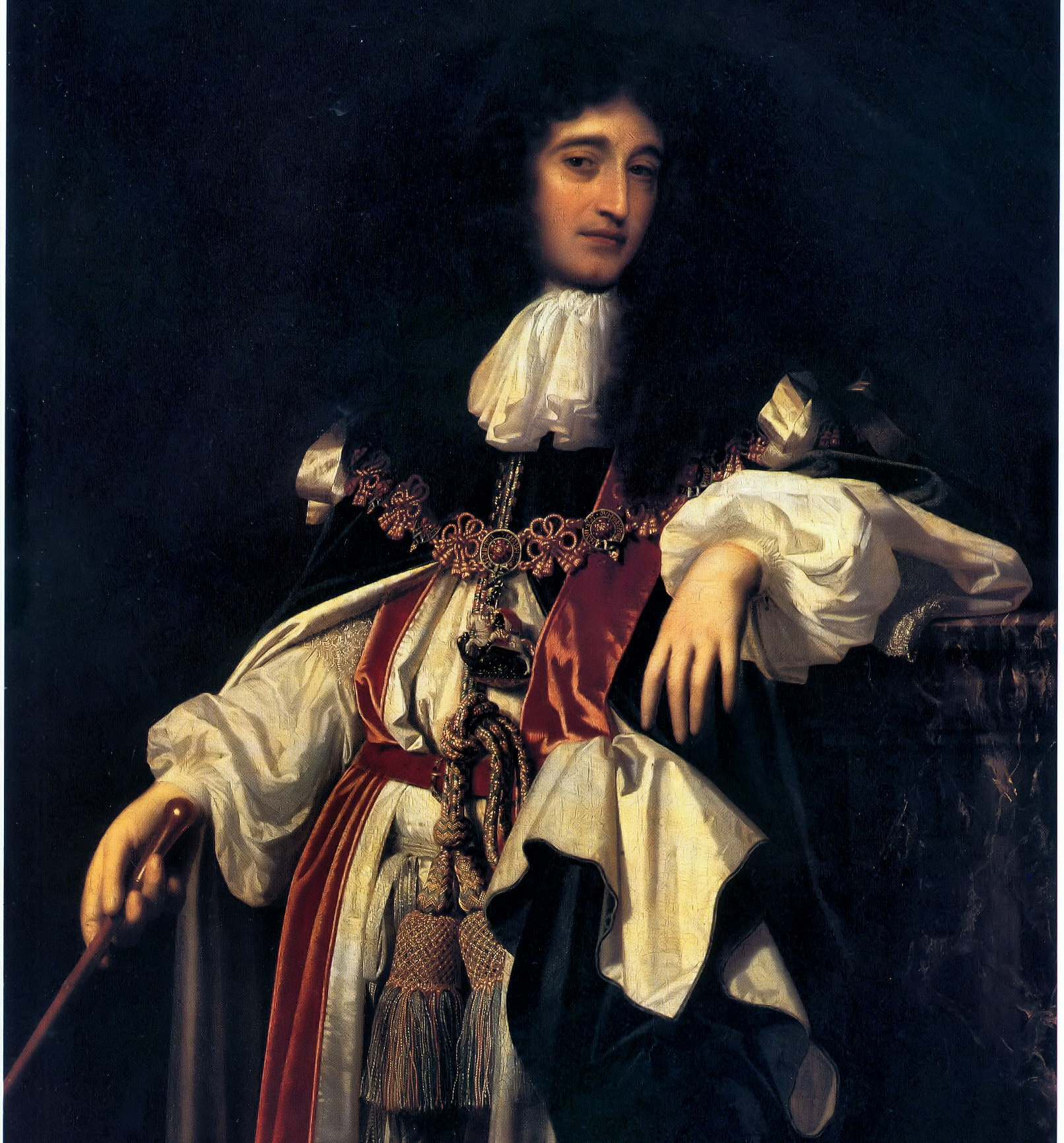
Ruprecht von der Pfalz, Duke of Cumberland (1619–1682)

- Ruprecht von Horhusen († 1336), Fürstabt von Corvey
- Ruprecht von Laurenburg, Graf von Laurenburg
- Ruprecht von Pfalz-Mosbach († 1465), Bischof von Regensburg
- Ruprecht von Pfalz-Simmern (1420–1478), Bischof von Straßburg (1440–1478)
- Ruprecht von Pfalz-Simmern (1461–1507), Bischof von Regensburg (1492–1507)
- Ruprecht von Querfurt († 1266), Erzbischof von Magdeburg
- Ruprecht von Würzburg, deutscher Dichter
- Ruprecht, Carl, deutscher Gutsbesitzer, Verwaltungsbeamter und Parlamentarier
- Ruprecht, Carl August Adolf (1791–1861), deutscher Verleger
- Ruprecht, Carl Friedrich Günther (1730–1816), deutscher Verleger
- Ruprecht, Carl Johann Friedrich Wilhelm (1821–1898), deutscher Verleger
- Ruprecht, Caroline, deutsche Hörspiel- und Synchronsprecherin
- Ruprecht, Erich (* 1931), österreichischer Bildhauer und Maler
- Ruprecht, Franz Joseph (1814–1870), österreichischer Botaniker
- Ruprecht, Günther (1898–2001), deutscher Verleger
- Ruprecht, Günther (* 1977), österreichischer Politiker (ÖVP), Mitglied des Bundesrates
- Ruprecht, Gustav (1860–1950), deutscher Verleger
- Ruprecht, Hans Peter (1943–2011), Schweizer Politiker (SVP), Regierungsrat
- Ruprecht, Heiko (* 1972), deutscher Schauspieler
- Ruprecht, Horst (* 1938), deutscher Regisseur, Ensembleleiter, Schauspieldirektor sowie Schauspielpädagoge
- Ruprecht, Johann Christian, deutscher Maler
- Ruprecht, Karl (1910–1986), österreichischer nationalsozialistischer Volkskundler
- Ruprecht, Karol (1821–1875), polnischer Aufständischer (Januaraufstand)
- Ruprecht, Klaus W. (* 1940), deutscher Mediziner
- Ruprecht, Marie (* 1975), österreichische Künstlerin
- Ruprecht, Nicol (* 1992), österreichische Rhythmische Sportgymnastin
- Ruprecht, Otto (1860–1946), deutscher Architekt und kommunaler Baubeamter
- Ruprecht, Reinhilde (* 1960), deutsche Verlegerin
- Ruprecht, Steven (* 1987), deutscher Fußballspieler
- Ruprecht, Uwe (* 1958), deutscher Schriftsteller und Journalist
- Ruprecht, Wilhelm (1858–1943), deutscher Verleger
- Ruprechtsberger, Erwin M. (* 1952), österreichischer Provinzialrömischer Archäologe
- Rupricht, Margarete (* 1871), deutsche Theaterschauspielerin

### Rups
- Rupšienė, Angelė (* 1952), sowjetische Basketballspielerin
- Rupstein, Friedrich (1794–1876), deutscher Theologe und Abt
- Rupšys, Rimantas (* 1966), litauischer Schachspieler
- Rupšys, Valdemaras (* 1967), litauischer General, Befehlshaber der Litauischen Streitkräfte